# Roel Slofstra
Roel Slofstra (Zwartemeer, 19 februari 1939) is een Friese zanger/gitarist. Hij was de eerste Friese zanger die zichzelf begeleidde op de gitaar en was de voorloper van de huidige generatie troubadours. Daarom wordt hij ook wel de Oertroubadour genoemd.

## Biografie
Slofstra was een zoon van componist Jan Slofstra (1910-1999) en heeft gestudeerd aan de Koninklijke Academie voor Beeldende Kunst en aan het Koninklijk Conservatorium in Den Haag. In 1969 ging hij in Friesland wonen en begon zijn muzikale loopbaan als zanger/gitarist. In het begin zong hij in het Engels in de stijl van Bob Dylan en Joan Baez, maar later schakelde hij over naar het Fries. Zijn eerste langspeelplaat In spyltuech bin ik wordt in dat jaar uitgebracht. De teksten op dat album zijn van de Friese dichter, politicus en Christelijk vredesactivist Fedde Schurer. Zangeres Maaike de Wilde zingt mee op twee liedjes van deze plaat.

## Repertoire
Roel Slofstra begeleidt zichzelf en laat zich ook op de gitaar begeleiden door Wilco Tukker. Hij werd bekend als vertolker van het betere luisterlied en heeft een klassieke manier van zingen en gitaar spelen. Halverwege de jaren zeventig vond hij aansluiting bij de folkmuziek, die zich ook in Friesland steeds meer ontwikkelde, zonder zijn eigen stijl geweld aan te doen. Hij trad niet alleen op in Nederland, maar ook in Duitsland en België. Daar heeft hij samen gewerkt met de Vlaamse folkgroep 't Kliekske (die oude liederen en dansen speelt met deels oude folkinstrumenten).
De teksten van Roel Slofstra zijn vaak afkomstig van dichters zoals Fedde Schurer, Roels levenspartner Sybe Krol, Baukje Wytsma (liedjesschrijver en dichter), cabaretier Hessel van der Wal en David Hartsema (die ook de tekst heeft geschreven van De troubadour van Lenny Kuhr). De muziek van zijn liederen is onder meer geschreven door Louise Godin, die ook muziek heeft geschreven bij de Friese Bijbelse gedichtenbundel De gitaar bij het Boek van Fedde Schurer. De vader van Roel Slofstra, de musicus Jan Slofstra, heeft ook muziek geschreven voor liedjes van zijn zoon.
Voor de LP's Hjoed in jier (1977) en Histoarje fan Eije Wijkstra (1980) zijn veel teksten geschreven door de Friese schrijfster/dichter Tiny Mulder. De plaat Histoarje fan Eije Wijkstra gaat over de moord op vier politieagenten in 1929 bij het dorp Doezum. In 1994 verscheen zijn eerste CD, getiteld Moai yn Septimber met teksten van Sybe Krol, gevolgd door het concept-album Fjoerfûgel in 1998. Poste Restante (2000) is het eerste album waarop Roel Slofstra niet alleen de muziek heeft geschreven, maar ook zelf de teksten voor zijn rekening heeft genomen.

## Tekstbundel
In de bundel Alter ego, Lieten (2007) staan de teksten van zijn laatste twee cd’s, die hij zelf heeft geschreven. De teksten van het album Poste restante (2000) gaan vooral over de liefde en meestal over de geliefde die in de steek gelaten wordt. Op Wis en wrachtich (2006) staan liedjes over de dood van zijn moeder (Ofskie), de oude Franse adel (Compiègne), over de renovatie van zijn huis (De luchter), zijn collega Piter Wilkens (in sekere Piter W.), zijn hond (Pelle) en scherpe teksten over de ambtenarij na de Tweede Wereldoorlog (Bryk jild) en zijn gereformeerde jeugd (De koepeltsjerke en Kryst).

## Discografie

### Ep's
- O Krysttijd, o dû wûnd're dei (1972)
- Leeuwarden, VVV Fryslân met Cees Bijstra (1973)

### LP's
- In spyltuech bin ik (1969)
- O Fryslân sa fol swidens (1971)
- 't Hert sil tille fan syn wille (1973)
- It goede libben (1974)
- Hjoed in jier (1978)
- De histoarje fan Eije Wijkstra (1980)
- Freegje de kaai by de koster (1980)

### CD's
- Roel Slofstra sjongt Sybe Krol: Moai yn september (1994)
- Ferskes út Fryslân 1 (1995)
- Fjoerfûgel (1998)
- Poste restante (2000)
- Ferskes út Fryslân 2 ( 2002)
- De Histoarje fan Eije Wijkstra (heruitgave, 2005)
- Wis en wrachtich (2007)
- In spyltuech bin ik/It goede libben (heruitgave, 2015)
- De skepping (2015)

### CD's met anderen
- De Beste fan Omrop Fryslân, diel 3 (1998)
- Fryslân muzyklân (1999)
- Fryslân muzyklân, 2 (2001)
- Rûzje wyn..., lieten út Fryslân sjongt (2000)
- Dutch rare folk (2007)
- Cohen in het Fries (2008)